# Bezirksklasse Halle-Merseburg 1938/39

TSV Leuna 1919 – Erfolgreicher Aufsteiger

Die Bezirksklasse Halle-Merseburg 1934/35 war die sechste Spielzeit der seit 1933 als Unterbau zur Gauliga Mitte fungierenden zweitklassigen Bezirksklasse Halle-Merseburg. Meister der Saison wurde zum zweiten Mal nach 1933/34, der FV Sportfreunde Halle. Dabei fingen sie den VfL 1919 Bitterfeld am vorletzten Spieltag noch ab. Da die Bitterfelder
 im letzten Jahr den Aufstieg in die Gauliga verpassten, absolvierte man die Saison nun gar mit 13 Vereinen, von denen dann letztendlich ganze vier in die jeweiligen Kreisklassen absteigen mussten, weil man durch den sich ankündigenden Welten-Brand, organisatorisch und personell bedingt, die nächste Saison mit weniger Vereinen bestreiten wollte. Nach dem enteilten Spitzen-Duo belegte der berühmte FC Wacker Halle den dritten Rang, nachdem man im letzten Jahr als Absteiger aus der Gauliga, nur knapp den Sturz in die dritte Klasse hatte vermeiden können. Gewohnt verlässlich und stabil agierten die Zeitzer, die erneut eine wirklich solide Vorstellung darboten. Der TSV Leuna 1919, errang als Ligen-Debütant mit einem ausgeglichenen Punktekonto, einen beachtlichen siebenten Tabellenplatz. Die in West-Wittenberg beheimatete TuSB Piesteritz, konnte den sofortigen Wiederabstieg wiederum aber nicht verhindern, welcher erst durch spät ausgetragene Nachholespiele besiegelt wurde. Holzweißig, Ammendorf und Naundorf, allesamt erst in den letzten Jahren aufgestiegen, mussten diese Saison kollektiv den Weg nach unten antreten. In der Relegation setzten sich der TuRV Weißenfels sowie Wacker 05 Nordhausen durch. Letztere nahmen dann aber ihr erworbenes Startrecht für das Spieljahr 1939/40 nicht in Anspruch, weil man sich durch kriegsbedingte Kader-Abstellungen sowie eine geographisch nachteilige Lage der Kyffhäuser-Region außerstande sah, allen Anforderungen dieser Spielklasse gewachsen zu sein.

## Abschlusstabelle
Tabellen, Zahlen und Resultate sind aus den im Unterpunkt Quellen notierten Zeitungen entnommen.
Gespielte Spiele: 132 / Erzielte Tore: 688 oder 687

(6. Spielzeit – Saison-Beginn:  21.08.1938)
| Pl. | Verein                     | Sp. | Tore  | Quote | Punkte |
| --- | -------------------------- | --- | ----- | ----- | ------ |
| 01. | FV Sportfreunde Halle (A)  | 24  | 57:25 | 2,28  | 34:14  |
| 02. | VfL 1911 Bitterfeld (M)    | 24  | 72:40 | 1,80  | 33:15  |
| 03. | Hallescher FC Wacker       | 24  | 69:43 | 1,60  | 30:18  |
| 04. | SpVg Zeitz 1910            | 24  | 67:45 | 1,48  | 29:19  |
| 05. | SV Halle 98                | 24  | 70:50 | 1,40  | 29:19  |
| 06. | VfL 1912 Merseburg         | 24  | 46:54 | 0,85  | 25:23  |
| 07. | TSV Leuna 1919 (N)         | 24  | 53:50 | 1,06  | 24:24  |
| 08. | SV Borussia 02 Halle       | 24  | 52:48 | 1,08  | 22:26  |
| 09. | FV Schwarz-Gelb Weißenfels | 24  | 43:49 | 0,87  | 22:26  |
| 10. | TuSB Piesteritz (N)        | 24  | 53:66 | 0,80  | 20:28  |
| 11. | SV Holzweißig              | 24  | 45:73 | 0,61  | 17:31  |
| 12. | Ammendorfer FC 1910        | 24  | 33:75 | 0,44  | 16:32  |
| 13. | Sportfreunde Naundorf      | 24  | 28:69 | 0,40  | 11:37  |

Nach-Recherche: Torsummen-Abweichung von 1 (688 / 687)
| (A) | Absteiger aus der Gauliga Mitte    |
| (M) | Titelverteidiger des Vorjahres     |
| (N) | Aufsteiger aus den 1. Kreisklassen |

(bei Punktgleichheit entschied in allen Klassen und Runden jeweils der Tor-Quotient über die Tabellen-Platzierung)

## Aufstiegsrunde
In der Aufstiegsrunde spielten vier von fünf Gewinnern der einzelnen 1. Kreisklassen um die beiden Aufstiegsplätze zur Bezirksklasse Halle-Merseburg 1939/40.
Ermittelte Spiele: 11 von 12 / Ermittelte Tore: 39 / Ausspielung: 01.05. - 11.06.1939
| Pl. | Verein                                                   | Sp. | Tore  | Quote | Punkte |
| --- | -------------------------------------------------------- | --- | ----- | ----- | ------ |
| 1.  | TuRV 1861 Weißenfels (Sieger Kreisklasse Rudelsburg)     | 6   | 13:70 | 1,85  | 9:3    |
| 2.  | SV Wacker 05 Nordhausen (Sieger Kreisklasse Kyffhäuser)  | 6   | 12:10 | 1,20  | 7:5    |
| 3.  | VfR Wansleben (Sieger Kreisklasse Jahn)                  | 5   | 7:8   | 0,87  | 4:6    |
| 4.  | VfB Preußen Greppin 1911 (Sieger Kreisklasse Kursachsen) | 5   | 07:14 | 0,50  | 2:8    |
| 5.  | VfB Hohenleipisch 1912 (Sieger Kreisklasse Elbe-Elster)  | FV  | FV    | FV    | FV     |

VfB Preußen Greppin – K.-M. Kursachsen 1938/39

 [ FV = Freiwilliger Verzicht. /  Der Meister des Elbe-Elster-Kreises, VfB Hohenleipisch 1912, verzichtete an der Teilnahme zur Aufstiegs-Relegationsrunde.]
[ Zudem verzichtete der SV Wacker 05 Nordhausen im Anschluss auf sein sportlich erworbenes Startrecht zur neuen BK-Saison 39/40.]
Nach-Recherche: [ Das Spiel VfB Preußen Greppin vs. VfR Wansleben vom 11. Juni 1939 fiel aus – ob es nachgeholt wurde, konnte nicht ermittelt werden.]